# Езерище (озеро, бассейн Западной Двины)
Езерище (бел. Езярышча) — озеро в Городокском районе Витебской области Беларуси на границе с Псковской области России. В 1959 году на вытекающей из озера реке Оболь была построена гидроэлектростанция. Это привело к поднятию уровня воды (поскольку озеро стало функционировать как водохранилище). Поднятие уровня воды приводит к абразии (размыванию) берегов. Озеро ледникового происхождения, возраст — примерно десять тысяч лет.
Крупнейший населённый пункт на берегах озера — белорусский городской посёлок Езерище — расположен на западном берегу озера. На одном из островов озера располагался Езерищенский замок. До наших дней от замка сохранились только земляные валы.

## Описание
Площадь озера — 16,8 км². Озеро имеет сложную неправильную форму, примерные размеры — 8,9 км с востока на запад и 2,6 км с севера на юг. Котловина подпрудного типа. Наибольшая глубина — 11,5 м, средняя глубина в центральной части озера — 4,4 м. Длина береговой линии — 32,8 км. На севере и северо-западе (российская сторона) берега обрывистые, высотой до 25 метров, на юге и востоке берега пологие, часто переходят в пойму. Водосбор пологоволнистый площадью 279 км². Озеро эвтрофного типа.
На озере 20 островов общей площадью 0,67 км². В озеро впадают три реки (Трезубка, Огнеш, Дубовка) и восемь ручьёв, а вытекает из него одна река — Оболь, приток Западной Двины.

## Животный мир
Озеро богато рыбой. В озере водятся более 25 видов рыб, в том числе судак, лещ, щука, окунь, плотва, угорь, уклея, язь, густера, красноперка, налим, карась. Ранее осуществлялся промышленный лов, сейчас рыбхозяйство закрыто.
На островах и берегах озера гнездятся многие виды водоплавающих птиц. Над озером проходит путь миграций перелётных птиц, которые останавливаются на озере для отдыха и кормления. Для охраны птиц в 1979 году был образован орнитологический заказник «Езерищанский».

## Экология
Использование озера в качестве водохранилища привело к абразии берегов и сокращению полосы водной растительности. Участки распаханных склонов в некоторых местах вплотную подходят к воде, в результате чего происходит смыв удобрений и ядохимикатов в озеро. Стоки животноводческих ферм, расположенных по берегам озера, слабо очищаются и являются основным источником загрязнения воды.